# Asan Mugunghwa FC
O Asan Mugunghwa FC é um clube de futebol sul-coreano sediado em Ansan. A equipe compete na K-League Challenge. Ele é conhecido como Police FC.

## História
O clube foi fundado como  National Police Department FC em 1961 sendo um clube semi-profissional que disputava ligas amadoras até 2015. Em janeiro de 2016, o clube mudou o nome para Ansan Mugunghwa FC e a categoria para profissional, ingressando na K-League. Em 2017, o clube mudou de nome para Asan Mugunghwa FC